# Argélia nos Jogos Olímpicos de Verão de 1984
A Argélia participou dos Jogos Olímpicos de Verão de 1984 em Los Angeles, Estados Unidos. Ganhou duas medalhas de bronze.